# Malawi hadereje
Malawi hadereje a szárazföldi erőkből és a légierőből áll.

## Fegyveres erők létszáma
- Aktív: 5300 fő

## Szárazföldi erők
Létszám
5200 fő
Állomány
- 3 gyalogos zászlóalj
- 1 ejtőernyős zászlóalj
- 1 támogató zászlóalj
- 1 tüzér osztály

Felszerelés
- 40 db páncélozott harcjármű
- 9 db vontatásos tüzérségi löveg

## Légierő
Létszám
100 fő
Felszerelés
- 7 db szállító repülőgép
- 5 db helikopter